# Rafinha
Márcio Rafael Ferreira de Souza, cunoscut sub numele de Rafinha, (n. 7 septembrie 1985, Londrina, Paraná, Brazilia) este un fotbalist brazilian care joacă pe postul de fundaș dreapta pentru Coritiba. Numele lui tradus în engleză înseamnă „Micul Rafa”. El este cunoscut drept un pasator cu o tehnică bună și șut puternic.

## Titluri

### Club
Bayern München
- Bundesliga: 2012-13, 2013-14, 2014-15, 2015-16
- DFB-Pokal: 2012-13, 2013-14, 2015-16
- DFL-Supercupa: 2012
- UEFA Champions League: 2012-13
- UEFA Super Cup: 2013
- FIFA Club World Cup: 2013

## Legături externe
- Site web oficial
- de Rafinha la fussballdaten.de
- en Rafinha la Olympedia.org